# Queso Caerphilly

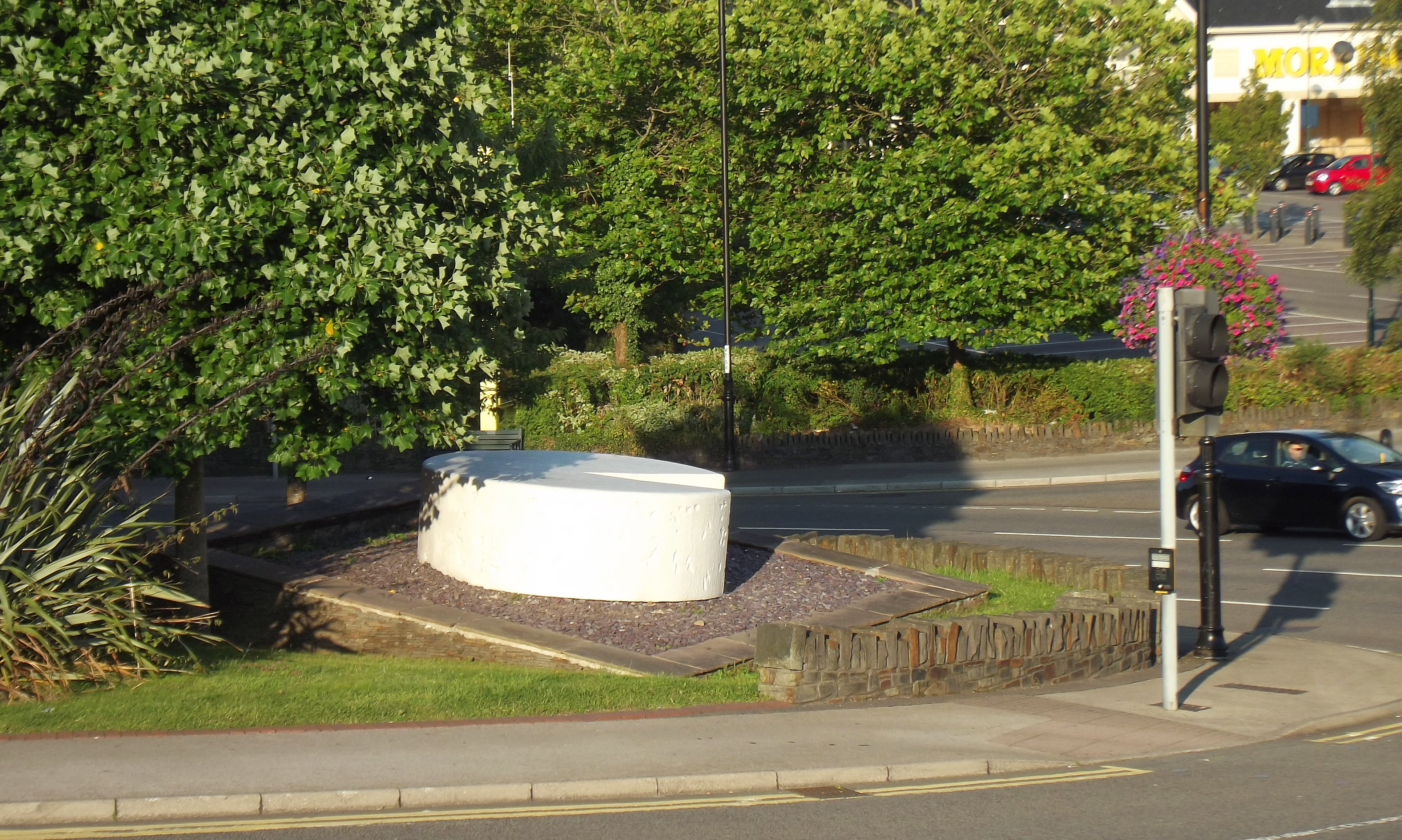
Una rotonda dedicada al queso Caerphilly

El Caerphilly es un queso blanco y duro originario de la región que rodea la ciudad de Caerphilly en Gales, si bien actualmente también se elabora en Inglaterra, especialmente en el sureste y en la frontera inglesa con Gales. Originalmente no se hacía en la ciudad de Caerphilly, pero se vendía en su mercado, por lo que tomó este nombre.
Es un queso de un color claro, casi blanco, quebradizo, hecho con leche de vaca y con un contenido graso cercado al 48%. Tiene un sabor suave, siendo su rasgo más notable un regusto agrio pero agradable.
Se cuenta que el queso fue desarrollado para proveer a los mineros del carbón de la zona una forma cómoda de reponer la sal que perdían durante las largas jornadas de hasta 10 horas de trabajo subterráneo.
La producción de Real Farmhouse Caerphilly cesó durante la Segunda Guerra Mundial al destinarse toda la leche a la fabricación de Cheddar. Tras la guerra estas fábricas empezaron a hacer su versión de Caerphilly (inicialmente para mejorar su productividad, ya que el Chaerphilly madura antes que el Cheddar), que es la actualmente conocida: seca y quebradiza. Sin embargo, hay dos o tres granjas que elaboran aún el Caerphilly original: seco en el centro y cremoso por los bordes.
La ciudad de Caerphilly celebra anualmente una fiesta de tres días para celebrar el queso llamada The Big Cheese (galés Y Caws Mawr). También allí hay una escultura dedicada al queso.